# فريتز بايرلين
فريتز هيرمان مايكل بايرلين (14 يناير 1899 - 30 يناير 1970) جنرالًا في الفيرماخت في ألمانيا النازية خلال الحرب العالمية الثانية. خدم في البداية كضابط أركان، بما في ذلك مع إروين رومل في أفريكا كوربس. ثم قاد فرقة بانزر الثالثة، فرقة بانزر ليهر وفيلق الجيش الثالث والخمسين في المسرح الأوروبي. حصل على وسام الفارس الصليبي الحديدي بأوراق البلوط والسيوف.

## الحرب العالمية الثانية

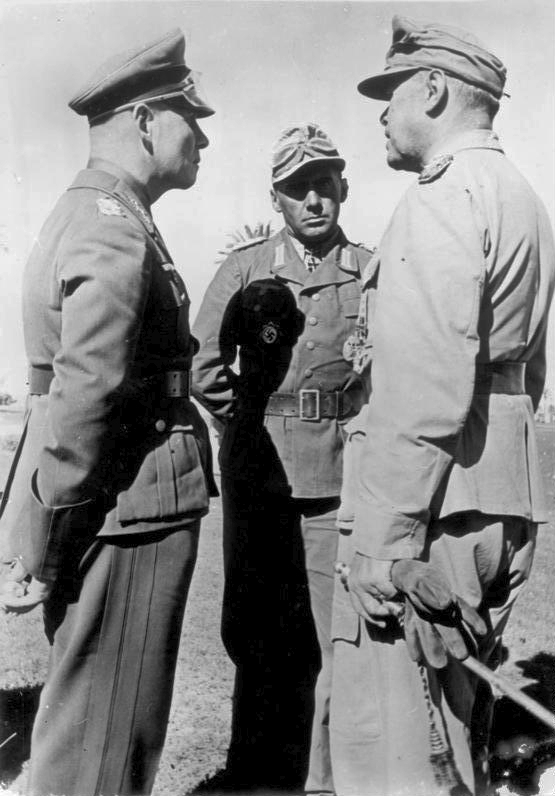
روميل وبايرلين (في الوسط) وألبرت كيسلينج.

عمل كضابط أركان للجنرال هاينز جوديريان لغزو بولندا ومعركة فرنسا. في عملية بربروسا، غزو الاتحاد السوفيتي، خلال يونيو 1941 ، تم تعيينه في مجموعة جوديريان بانزر 2. بعد معركة كييف، تم نقله إلى موظفي غنرال أوبرست إرفين رومل. تم نقل بايرلين إلى فوهررريزيرف في أغسطس 1942، ثم أعيد تعيينه إلى الفيلق الأفريقي كرئيس أركان.

## بعد الحرب
كان أسير حرب من أبريل 1945 حتى أبريل 1947. خلال هذا الوقت، كتب هو والعديد من الجنرالات الآخرين في أسر الحلفاء تاريخ المعارك الأوروبية للقسم التاريخي للجيش الأمريكي. تم إطلاق سراحه في عام 1947. كتب عن المواضيع العسكرية وواصل عمله في القسم التاريخي. توفي عام 1970.

## الأوسمة
- الصليب الحديدي (1914) الدرجة الثانية (30 أغسطس 1918) والدرجة الثانية (13 سبتمبر 1939) [2]
- الصليب الحديدي (1939) الدرجة الأولى (27 سبتمبر 1939)
- الصليب الألماني في الذهب في 23 أكتوبر 1942 مثل أوبرست في هيئة الأركان العامة في Deutsches Afrika-Korps [3]
- وسام الفارس الصليبي الحديدي بأوراق البلوط والسيوف
  - وسام صليب الفارس في 26 ديسمبر 1941 بصفته Oberstleutnant في هيئة الأركان العامة ورئيس الأركان العامة في DAK [4]
  - باوراق البلوط رقم 258 في 6 يوليو 1943 بصفته جنرال مايجور ورئيسًا لأركان الجيش الألماني الأول
  - بالسيوف 81 في 20 يوليو 1944 بصفته جينيرال لوتنانت وقائد فرقة بانزر ليهر

## روابط خارجية
- فريتز بايرلين على موقع IMDb (الإنجليزية)
- فريتز بايرلين على موقع مونزينجر (الألمانية)

### اقتباسات
1. ↑  filmportal.de | Fritz Bayerlein، QID:Q15706812
2. ↑  Thomas 1997, p. 29.
3. ↑  Patzwall & Scherzer 2001, p. 29.
4. ↑  Scherzer 2007, p. 207.